# 565 (szám)
Az 565 (római számmal: DLXV) egy természetes szám, félprím, az 5 és a 113 szorzata.

## A szám a matematikában
A tízes számrendszerbeli 565-ös a kettes számrendszerben 1000110101, a nyolcas számrendszerben 1065, a tizenhatos számrendszerben 235 alakban írható fel.
Az 565 páratlan szám, összetett szám, azon belül félprím, kanonikus alakban az 51 · 1131 szorzattal, normálalakban az 5,65 · 102 szorzattal írható fel. Négy osztója van a természetes számok halmazán, ezek növekvő sorrendben: 1, 5, 113 és 565.
Az 565 négyzete 319 225, köbe 180 362 125, négyzetgyöke 23,76973, köbgyöke 8,26703, reciproka 0,0017699. Az 565 egység sugarú kör kerülete 3549,99970 egység, területe 1 002 874,915 területegység; az 565 egység sugarú gömb térfogata 755 499 102,5 térfogategység.